# Łysa Góra (Pogórze Wielickie)
Łysa Góra – wzgórze o wysokości 274 m n.p.m. w Krakowie, w Dzielnicy X Swoszowice. Położone jest na terenie obszaru Łysa Góra.